# De Nieuwe Samenwerking
De Nieuwe Samenwerking (DNS) was een Belgische lokale politieke partij in Baarle-Hertog.

## Geschiedenis
De partij kwam een eerste maal op bij de gemeenteraadsverkiezingen van 2000. Lijsttrekker was toen Leo Gladines en Erik Van der Vloet fungeerde als lijstduwer. DNS overtuigde die stembusgang 29,32% van de kiezers, goed voor 3 zetels in de gemeenteraad. Naast beiden eerdergenoemden werd ook Harry Loots vanop de 4e plaats op de kieslijst verkozen. Gladines werd opgevolgd door Jef Mertens. Van der Vloet fungeerde deze legislatuur als fractievoorzitter.
Bij de lokale verkiezingen van 2006 was Van der Vloet lijsttrekker en Loots lijstduwer. De partij incasseerde daarbij een verlies van circa 2% en strandde op 27,26% van de stemmen, wel kon ze haar drie zetels in de gemeenteraad behouden. Loots werd daarbij niet herkozen, zijn plaats werd ingenomen door Liesbeth Cobbaert. Wel mocht Loots - samen met Ludo Jespers - DNS vertegenwoordigen in de OCMW-raad.
In januari 2012 werd bekend dat de partij werd omgevormd tot een lokale afdeling van de N-VA.